# Thomas Willemze
Thomas Willemze (23 augustus 1982), is een Nederlands schaker. Hij is sinds 2006 Internationaal Meester (IM). 
Vier keer was hij Nederlands kampioen bij de jeugd.
- Op 15 mei 2005 werd in Delft het tweede Cirrus Kroegloper toernooi verspeeld dat met 14 punten uit 7 ronden werd gewonnen door Jan Werle en Thomas Willemze. Edwin van Haastert en Sven Bakker eindigden met 13.5 punt op de tweede plaats terwijl Joost Michielsen en Wouter van Rijn op de derde plaats eindigden.
- Van 17 mei t/m 28 juni 2005 werd op zeven dinsdagavonden het persoonlijk kampioenschap van de Leidse Schaakbond verspeeld waarbij twee spelers met zes punten uit zeven ronden eindigden. Na een tie-break kwam Willemze als winnaar tevoorschijn. Hij mocht vervolgens meedoen met de voorronde van het Nederlands kampioenschap 2006. Mark Irwin werd tweede.
- In oktober 2005 werd in Hoogeveen het Essent Schaaktpernooi verspeeld dat in de Open groep door Baklan met 7 uit 9 gewonnen werd. Willemze eindigde met 5.5 punt op een gedeelde vierde plaats.
- In 2007 nam hij in het Turkse Kemer met de vereniging Utrecht deel aan de European Club Cup.[2]
- In 2014 won het duo Jan Smeets / Thomas Willemze het 7e Kroeg & Loper toernooi.[3]

## Boeken
- The Chess Toolbox - Practical Techniques Everyone Should Know, uitgeverij New in Chess, 2018[4]
- The Scandinavian for Club Players, uitgeverij New in Chess, 2021, 267 blz.[5]

## Persoonlijk leven
In het dagelijks leven is hij "Analytical Consultant".
Thomas Willemze heeft een vriendin en twee kinderen.